# East Atlantic Beach
East Atlantic Beach é um hamlet e uma região censo-designada da vila de Hempstead no Condado de Nassau, na parte sudoeste de Long Island, no estado norte-americano de Nova Iorque. Possui pouco mais de 2 mil habitantes, de acordo com o censo nacional de 2020.

## Geografia
De acordo com o Departamento do Censo dos Estados Unidos, a região tem uma área de 1,8 km², dos quais 0,8 km² estão cobertos por terra e 1 km² (54,3%) por água.

## Demografia
Segundo o censo nacional de 2020, a sua população é de 2 101 habitantes e sua densidade populacional de 2 599,5 hab/km². Seu crescimento populacional na última década foi de 2,5%, abaixo do crescimento estadual de 4,2%.
Possui 994 residências que resulta em uma densidade de 1 229,9 residências/km² e um aumento de 2,3% em relação ao censo anterior. Deste total, 13,5% das unidades habitacionais estão desocupadas. A média de ocupação é de 2,4 pessoas por residência.
A renda familiar média é de 112 143 dólares e a taxa de emprego é de 64,8%.